# Sorbus hybrida-Gruppe
Die Sorbus hybrida-Gruppe, auch Sorbus mougeotti-Gruppe, gemäß einer neuen Einteilung auch als hybridogene Untergattung Soraria Májovský et Bernátová bezeichnet, auch Bastard-Vogelbeeren genannt, umfasst Bastarde zwischen den Arten des Sorbus aria-Komplexes und Sorbus aucuparia.
Sennikov und Kurtto führen die Pflanzengattung seit 2017 unter dem Namen Hedlundia.

## Merkmale
Die Arten sind Bäume mittlerer Größe. Ihre Borke ist grau und glatt, sie ähnelt der von Sorbus aucuparia. Die Blätter stehen in ihrer Gestalt zwischen denen von Sorbus aucuparia mit ihrer Fiederung und denen von Sorbus aria s. l., die ungelappt oder nur ganz schwach gelappt und unterseits graufilzig sind.
Von Pflanze zu Pflanze sehr unterschiedlich kann Sorbus × pinnatifida, der primäre (diploide) Bastard, aussehen. Es liegen dann verschiedene Nothomorphen (Nothovarietäten) vor. Abhängig von der Sippe befinden sich an der ein oder mehrere Paare Fiederblättchen oder die Blätter sind zumindest tief eingeschnitten.

## Bastard-Formen
In Europa, aber auch speziell in Deutschland (Bayern und Baden-Württemberg), kommen einige fixierte Arten vor. Unter anderem gehören folgende Mehlbeeren zu diesem Komplex:
- Österreichische Mehlbeere (Sorbus austriaca (G.Beck) Hedl.)
- Gaucklers Mehlbeere (Sorbus gauckleri N. Mey.)
- Harz' Mehlbeere (Sorbus harziana N. Mey.)
- Hohenesters Mehlbeere (Sorbus hohenesteri N. Mey.)
- Lonetal-Mehlbeere (Sorbus lonetalensis S. Hammel & Haynold)
- Vogesen-Mehlbeere (Sorbus mougeotii Soy.-Will. & Godr.)
- Hersbrucker Mehlbeere (Sorbus pseudothuringiaca Düll)
- Gößweinsteiner Mehlbeere (Sorbus pulchra N. Mey.)
- Schwarz’ Mehlbeere (Sorbus schwarziana N. Mey.)

## Vorkommen
Die Arten der Sorbus hybrida agg.-Gruppe kommen vor allem im Überlappungsbereich der Areale der beiden Elternarten einzeln zwischen diesen vor. Die konstanten Arten sind teilweise in recht großen Gebieten anzutreffen, an der Arealgrenze oder auch außerhalb des heutigen Areals der Elternarten.